# Буренков, Иван Иванович
Иван Иванович Буренков — советский хозяйственный, государственный и политический деятель, Герой Социалистического Труда.

## Биография
Родился в 1903 году в селе Доброводье. Член КПСС.
С 1920 года — на хозяйственной, общественной и политической работе. В 1920—1973 гг. — батрак, крестьянин в собственном хозяйстве, колхозник в родном селе, плотник в сельскохозяйственной артели, председатель колхоза имени Будённого станицы Брюховецкая Краснодарского края, участник Выставки достижений народного хозяйства СССР, председатель колхоза «Заветы Ильича» Каневского района Краснодарского края.
Указом Президиума Верховного Совета СССР от 31 декабря 1965 года присвоено звание Героя Социалистического Труда с вручением ордена Ленина и золотой медали «Серп и Молот».
Заслуженный работник сельского хозяйства Кубани.
Умер в станице Брюховецкой в 1996 году.